# Nyssicus contaminatus
Nyssicus contaminatus är en skalbaggsart som beskrevs av Martins 2005. Nyssicus contaminatus ingår i släktet Nyssicus och familjen långhorningar. Inga underarter finns listade i Catalogue of Life.